# Maître de ballet

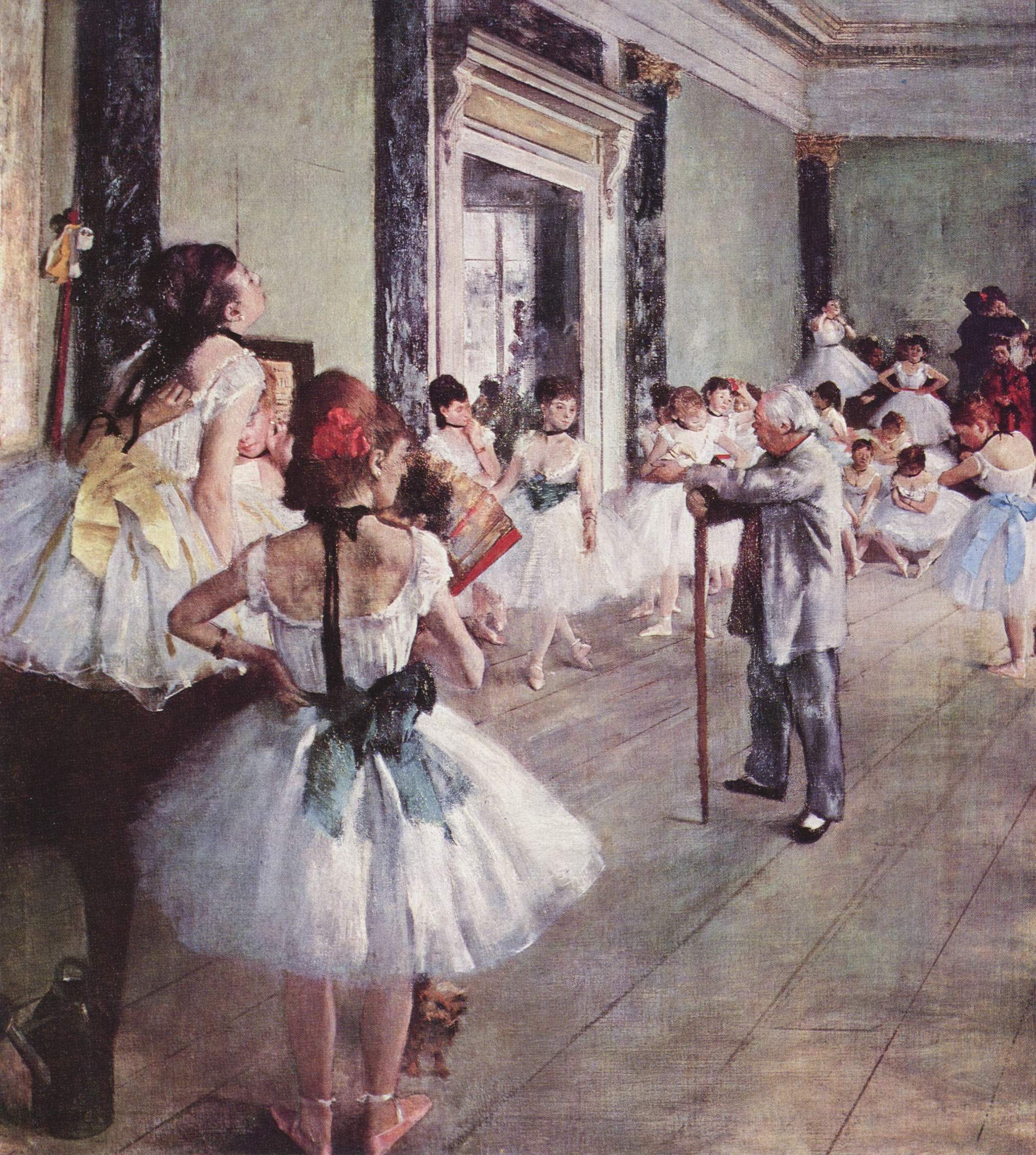
Edgar Degas, La classe de danse (1874)
sous la direction de Jules Perrot.

Le maître de ballet est la personne chargée de la direction d'une troupe de danse et de l'ordonnancement des ballets et des spectacles chorégraphiques au sein d'un théâtre.

## Histoire
Dès le début du XVIIIe siècle, l'expression désigne le plus haut grade de la hiérarchie du corps de ballet au sein de l'Académie royale de musique de Paris : le maître de ballet est chargé de composer les danses des divertissements des tragédies lyriques, comédies-ballets et opéras-ballets ; il distribue les rôles et conduit les répétitions. Plus tard, c'est lui qui met en scène les ballets-pantomimes. Généralement danseur lui-même, il dirige aussi l'école de danse attachée au ballet.
Jusqu'à la fin du XIXe siècle, à de rares exceptions, c'est toujours un homme. Il est alors le principal, voire le seul, chorégraphe de la troupe et le dépositaire du répertoire.
Souvent issu de la troupe qu'il sera amené à diriger, une circulation des maîtres de ballet entre troupes différentes s'installe néanmoins progressivement à travers l'Europe puis, au XXe siècle, à travers le monde entier. Cette mobilité favorise l'internationalisation de la danse classique et la multiplication des écoles et des styles.
Au XXe siècle, le maître de ballet perd peu à peu de ses prérogatives : n'étant plus nécessairement le chorégraphe attitré, il seconde le créateur en supervisant les répétitions et veille à la transmission du répertoire.

## Maître de ballet aujourd'hui
Le maître de ballet assiste le chorégraphe pendant les étapes de création ou de re-création de l'œuvre chorégraphique. Il mémorise la mise en scène du ballet et la chorégraphie et fait répéter les solistes comme le corps de ballet. Il est le coordinateur du travail des musiciens et techniciens avec les danseurs. Il est la mémoire du répertoire de la compagnie.
Le maître de ballet est aussi un professeur de danse puisqu'il assure la classe quotidienne aux danseurs de la compagnie et peut ainsi connaître les atouts et les faiblesses des interprètes.

## Quelques maîtres de ballet célèbres
- Frederick Ashton (1904-1988)
- George Balanchine (1904-1983)
- Auguste Bournonville (1805-1879)
- Enrico Cecchetti (1850-1929)
- Jean Coralli (1779-1854)
- Jean Dauberval (1742-1806)
- Anthony Dowell (1943- )
- Pierre Gardel (1758-1840)
- Lev Ivanov (1834-1901)
- Serge Lifar (1905-1986)
- Rudolf Noureev (1938-1993)
- Jean-Georges Noverre (1727-1810)
- Jules Perrot (1810-1892)
- Marius Petipa (1818-1910)
- Arthur Saint-Léon (1821-1870)
- Filippo Taglioni (1777-1871)
- Gottfried Taubert (1679-1746)
- Salvatore Viganò (1769-1821)

## Maîtres de ballet et directeurs de la danse à l'Opéra de Paris
- 1673-1687 : Pierre Beauchamp
- 1687-1729 : Louis Pécour
- 1729-1739 : Michel Blondy
- 1739-1748 : Antoine Bandieri de Laval
- 1748-1768 : Jean-Barthélemy Lany
- 1770-1775 : Gaëtan Vestris
- 1776-1781 : Jean-Georges Noverre
- 1781-1783 : Dauberval et M. Gardel
- 1783-1787 : Maximilien Gardel
- 1787-1820 : Pierre Gardel
- 1820-1831 : Jean-Pierre Aumer
- 1831-1850 : Jean Coralli
- 1850-1853 : Arthur Saint-Léon
- 1853-1859 : Joseph Mazilier
- 1860-1868 : Lucien Petipa
- 1868-1869 : Henri Justamant
- 1869-1887 : Louis-Alexandre Mérante
- 1887-1907 : Joseph Hansen
- 1908-1909 : Léo Staats
- 1909-1910 : Louise Stichel
- 1911-1914 : Ivan Clustine
- 1919-1926 : Léo Staats
- 1927-1929 : Nicola Guerra
- 1930-1945 : Serge Lifar
- 1947-1958 : Serge Lifar
- 1958-1961 : George Skibine
- 1962-1969 : Michel Descombey
- 1969 - mars 1970 : John Taras
- mars 1970 - 11 juin 1970 : Roland Petit[1]
- 1970-1971 : Claude Bessy (par intérim)
- 1971-1977 : Raymond Franchetti (délégué général pour la danse, puis directeur)
- 1977-1980 : Violette Verdy
- 1980-1983 : Rosella Hightower
- 1983-1989 : Rudolf Noureev
- novembre 1989 - 1990 : Patrice Bart et Eugène Polyakov (par intérim)
- 1990-1994 : Patrick Dupond
- 1995-2014 : Brigitte Lefèvre
- 2014-2016 : Benjamin Millepied
- 2016-2022 : Aurélie Dupont
- 2022- : José Martinez